# 야율무기
야율무기(耶律武器)는 KBS1 대하드라마 《천추태후》에 등장한 가공의 인물이며, 요나라의 장군이다.

## 작중 행적
어린 시절의 천추태후의 화살이 눈에 맞아 한쪽 눈이 실명한 뒤 평생 천추태후에게 복수할 날만 기다린다. 제1차 고려-거란 전쟁 때 포로로 잡힌 천추태후를 죽이려고 하다가 야율적렬과 야율분노에 의해 고문까지 당한다. 이후 제2차 고려-거란 전쟁 때 천추태후를 포위해 죽이려다가 결국 천추태후의 손에 죽는다. 그렇다고 무예실력이 떨어지는 장수는 아니다.